# Giro della morte

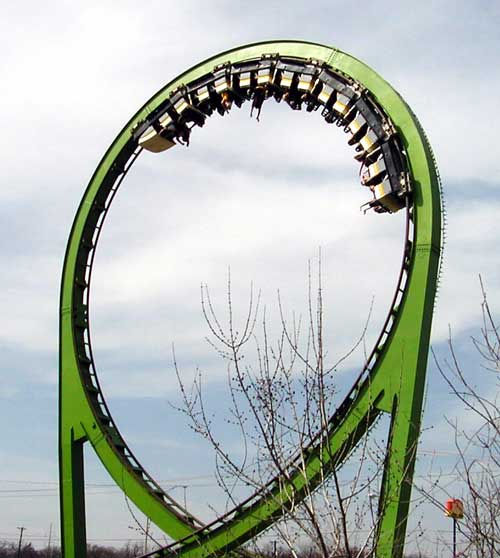
Il classico giro della morte (loop)

Il giro della morte (loop in inglese) o anello (della morte) è una sezione del tracciato delle montagne russe in cui passeggeri completano un giro circolare di 360 gradi, dove nella parte più in alto dell'elemento i passeggeri sono completamente a testa in giù. È la più comune delle inversioni presenti negli ottovolanti. 

## Storia

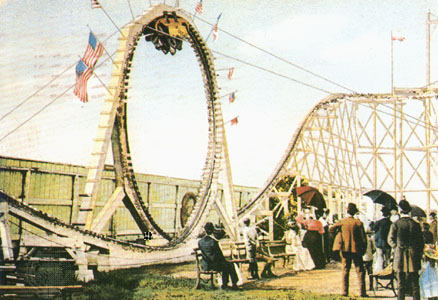
Il Flip Flap Railway

Il giro della morte non è una recente innovazione. Le sue origini risalgono al 1850 quando furono costruite ferrovie dette "centrifughe" in Francia e Gran Bretagna. Le attrazioni si basavano sulla forza centripeta per mantenere la vettura nel circuito. Successivamente, alla fine del XIX secolo, furono realizzati vari tentativi per costruire una montagna russa, come il Flip Flap Railway al Sea Lion Park . L'attrazione era stata progettata con un loop completamente circolare (piuttosto che la forma a goccia usata da molte moderne montagne russe) e causò lesioni al collo a causa della intensa accelerazione di gravità esercitata dal raggio relativamente ristretto dell'elemento.

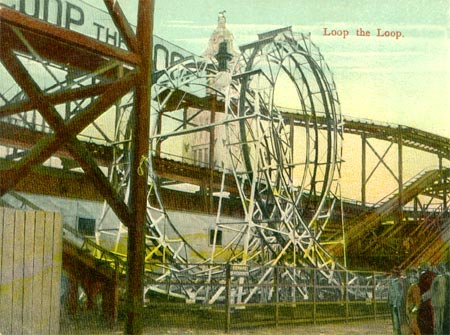
Il Loop the Loop

Il successivo tentativo di costruire un ottovolante con il giro della morte fu nel 1901 quando Edwin Prescott costruì il Loop the Loop a Coney Island. Quest'attrazione utilizzava il moderno loop a forma di goccia e una struttura in acciaio, tuttavia v'erano più persone che volevano solo vedere l'attrazione che persone che volessero provarla. Nessuna montagna russa con giri della morte fu costruita da inizio secolo fino al 1976, quando la montagna russa The New Revolution aprì al Six Flags Magic Mountain. Il suo successo dipendeva in gran parte dal suo loop basato sui clotoidi (piuttosto che sulla forma circolare). L'attrazione fu un successo e molti parchi si affrettarono a costruire montagne russe con giri della morte.

## Fisica/meccanica
La maggior parte dei loop delle montagne russe non hanno forma circolare. Una forma comunemente usata è il clotoide, somigliante ad una goccia sottosopra. Questa forma particolare fa sì che il passeggero sia sottoposto ad accelerazioni di gravità meno intense per tutta la durata dell'elemento. L'uso di questa forma per un giro della morte è stato implementato per la prima volta nel 1976 sul The New Revolution a Six Flags Magic Mountain da Werner Stengel, del principale studio di ingegneria delle montagne russe Ingenieur Büro Stengel. 
Durante la salita della prima metà del loop, dal basso verso l'alto, la gravità è in contrasto con la direzione del treno e rallenterà quest'ultimo. Il treno è più lento quando è al punto più alto dell'elemento. Una volta superata la prima metà ci si inoltra nella seconda, dove la gravità aiuta a spingere il treno verso il basso. Se la curvatura del tracciato cambiasse improvvisamente, come da rettilineo a giro della morte perfettamente circolare, la forza maggiore verrebbe imposta quasi istantaneamente. Cambiamenti graduali nella curvatura, come nei clotoidi, riducono la forza massima (consentendo una maggiore velocità) e concedono al passeggero il tempo di adeguarsi al cambiamento di forza.